# フンデルトヴァッサー・ハウス
座標: 北緯48度12分26秒 東経16度23分39秒 / 北緯48.20722度 東経16.39417度

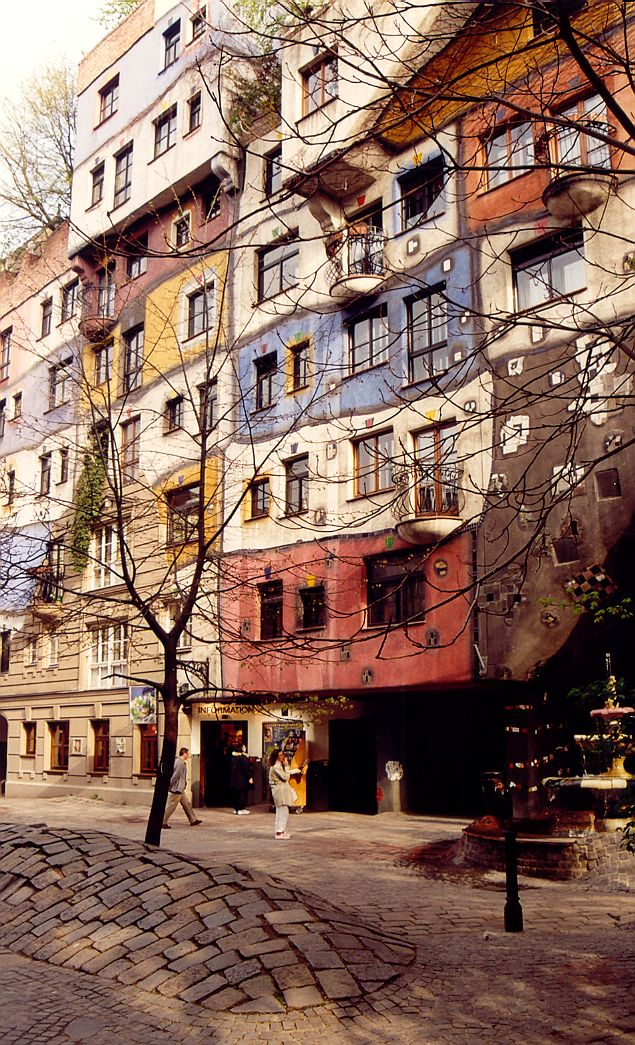
フンデルトヴァッサーハウス

フンデルトヴァッサーハウス（Hundertwasserhaus）は、オーストリアの画家で建築家のフリーデンスライヒ・フンデルトヴァッサーがウィーン3区に建築した集合住宅、公共住宅である。ウィーンで最も人気のある建築物であり、オーストリアの文化遺産に指定された。

## 概要
著名人が自分の夢を語る人気テレビ番組『願いをかなえて』（1972年）にフンデルトヴァッサーが出演した際、彼は自分の夢を「植物と共に生きる家を作ること」と語った。家の模型を作り、人々に「植物と共に生きてこそ人間は、よりよい生活を送ることができる」と訴え、「アイスリット」ハウスや「草原高層住宅」など新しい建築形態も開発した。その熱い思いに応えたのが、当時のウィーン市長レオポルト・グラーツである。
1977年、グラーツはフンデルトヴァッサーに自然と共生する公共住宅の建設を依頼した。経緯としてブルーノ・クライスキー（英語）（連邦議会議長=当時）がグラーツ宛ての1977年11月30日付の書簡で、フンデルトヴァッサーに公共住宅を建てさせ、建築分野で彼の理想を実現させるように呼びかけ、それに呼応したグラーツは1977年12月15日付のフンデルトヴァッサー宛ての書簡で建築案に沿った集合住宅を建てないかと誘っている。フンデルトヴァッサーは大学の講義や建築協会に対して、自然と人間の調和した建築に関する懸念を披瀝していた。

## 建築開始までの紆余曲折
フンデルトヴァッサーは自分は建築家ではないからと、ウィーン市に自身のコンセプトを建築図に落としこめるプロの建築家を手配するよう頼んだ。しかし、フンデルトヴァッサーがイメージした建物は、従来の建築理論と相容れない常識外れの構想であった。そして選ばれたのが、建築家ヨーゼフ・クラフィナ（Josef Krawina）である。1979年8月から9月にわたり、クラフィナは建築図面の下図と発泡スチロールの模型を示した。フンデルトヴァッサーは自分が一貫して抗ってきた、均等に整列するモジュール構成に衝撃を受けると、案をつき返した。ユーロビジョンに提出した「テラスハウス」の模型が示すように、彼が概念化した住宅は全くタイプが異なったのである。
クラフィナが去り、建築家ペーター・ペリカン（ウィーン市19部門の職員=当時）が充てられ、ようやく賛同する建築家が現れたことで6年後の1983年に建設が始まると、1986年にフンデルトヴァッサー・ハウスが完成した。専門家の中には悪趣味だという意見もあったが、入居希望者が殺到し、大評判となった。建築学科教授に転じたクラフィナは共同設計者、ペリカンはプランナーと位置づけられている。特徴としてうねりのある床を備え、屋根は土と草で覆われ、室内から外へ向かって大樹の枝が窓の外へと枝を伸ばしている。家の設計料を一切、請求しなかったフンデルトヴァッサーは、醜い建築があの場所に建つのを防げたのだから、その価値があると言い切った。
住宅内には住戸が53、事務所4軒、居室に通じるテラス16箇所、共有部のテラス3箇所に加え、高木と低木が合計250本植栽された。

## 司法判断
建築家クラフィナがプロジェクトを降板して20年を経た2001年、H・B・メディア配信会社（H.B. Medien vertriebs gesellschaft mbH）はビジネスマネージャーのハラルド・ボームのもと、クラフィナに「フンデルトヴァッサーハウス」の共同制作者という法的立場を裁判で立証するように奨めた。訴訟から8年目の2010年3月11日、オーストリア最高司法裁判所（Oberster Gerichtshof）はヨセフ・クラフィナならびにフリーデンスライヒ・フンデルトヴァッサーを共同設計者と認定、フンデルトヴァッサー非営利財団に対して、クラフィナを共同設計者と提示せずに住宅のイラストや模型を公開することを禁じている。
判決によるとフンデルトヴァッサーは当該建築の「唯一の精神的な創造者」（ドイツ語："GeistigerSchöpfer"）「であった」が、クラフィナは同等の立場にある共同設計者として認識されるべきであり、支払われたロイヤリティを応分に受領するものとされた。

## 現在
完成から24年の2009年、訪れた人を楽しませるカラフルでリズミカルな外観、至る所に植えられた植物は成長を続けている。フンデルトヴァッサーの思いが詰まった独創的な住宅である。当時、一緒に作業した建築家のペーター・ペリカンは「確かに彼は建築家ではなかったが、哲学者だった。自分の造りたい家のビジョンをしっかり持っていた。例えば家を建てると地面がなくなる。その代わりに屋上に地面を作り、植物を植える。これが重要だ」と語る。
中の階段は彼が大好きだった渦巻模様。壁の至る所にカラフルで遊び心あふれるモチーフが描かれている。建物の中にも緑がいっぱい。廊下や壁は緩やかに波打っている。これこそフンデルトヴァッサーの拘りであったが、作るときは大変な苦労があったといわれている。ペリカンは「職人たちは何度言っても平らで直角な壁を作ってしまう。僕とフンデルトヴァッサーは夜中にハンマーを持って角ばっているところを壊していった。柔らかい雰囲気を出したかった」と回顧する。
子供たちのプレイルームは、床が滑り台のように波打っている。平らな床は機械のためのもの。人間のための床は台地のようにうねっていなくてはならないとフンデルトヴァッサーは言った。廊下では子供たちが壁に落書きすることもできる。実はこの壁は漆喰でできていて塗り直しが可能。フンデルトヴァッサーは家そのものが変化し、成長していくことを願い、住民たちに室内を自由に作り変えてよいと語っている。自然と共に生きる家、フンデルトヴァッサーの夢はようやく現実のものとなった。